# Eduardo Pereira de Carvalho
Eduardo Pereira Carvalho (São Paulo, 26 de outubro de 1938) é um economista brasileiro.
Foi presidente do Centro Acadêmico Visconde de Cairu em 1961. Foi secretário-geral do Ministério da Fazenda e assumiu como ministro da Fazenda interinamente no governo João Figueiredo.